# Torrotito de la Armada de los Estados Unidos
El torrotito de la Armada de los Estados Unidos es una bandera naval que representa a los Estados Unidos, al ser enarbolado en la proa de sus buques. La Armada de los Estados Unidos es el principal usuario, pero también lo emplean los Guardacostas de los Estados Unidos, el servicio de Transporte Marítimo Militar (Military Sealift Command o MSC), la Administración Nacional Oceánica y Atmosférica y otras entidades gubernamentales. El torrotito se enarbola en la proa de un buque, y la enseña se enarbola en la popa mientras esté anclado. Una vez en el mar, la enseña se enarbola en el palo mayor.
El diseño primario hasta el 11 de septiembre de 2002 fue el cantón superior al asta de color azul conteniendo las estrellas de la bandera nacional. Aunque se le denomina también Union Jack no debe ser confundido con la enseña británica del mismo nombre. Al igual que en la bandera nacional, el número de estrellas del torrotito ha incrementado su número con cada estado admitido en la unión.
Desde el 11 de septiembre de 2002, la Armada ha enarbolado en su lugar el First Navy Jack, una bandera con 13 barras rojas y blancas, una serpiente de cascabel y el lema "DONT TREAD ON ME", supuestamente basada en el diseño empleado por la Armada Continental durante la guerra de Independencia de los Estados Unidos. Es enarbolada desde las 8:00 hasta el ocaso mientras un buque de la Armada está anclado en puerto. Debe tener el mismo tamaño que el cantón con las estrellas de la enseña nacional enarbolada en la popa. También se enarbola desde una verga durante un consejo de guerra.
En las ocasiones en que la enseña nacional esté a media asta, el torrotito también lo estará. Asimismo, es izada y arriada con el mismo ceremonial.
Algunas excepciones en el uso del Union Jack han tenido lugar en la Armada. La más destacable es el uso del First Navy Jack durante las celebraciones del bicentenario de los Estados Unidos. El 3 de junio de 1999, el Secretario de la Marina autorizó el enarbolado del Submarine Centennial Jack en los submarinos y buques nodriza de submarinos durante el año 2000.
| Estrellas | Diseño                                      | Vigencia                                                                              | Notas |
| --------- | ------------------------------------------- | ------------------------------------------------------------------------------------- | --- |
| 0         | o bien                                      | 8 de enero de 1776–14 de junio de 1777                                                | No hay evidencias concluyentes de que la serpiente de cascabel o el lema apareciesen                             |
| 13        |                                             | 14 de junio de 1777–1 de mayo de 1795                                                 | Existen diversos patrones para la disposición de las 13 estrellas                                                |
| 15        |                                             | 1 de mayo de 1795–3 de julio de 1818                                                  | Guerra anglo-estadounidense de 1812                                                                              |
| 20        |                                             | 4 de julio de 1818–3 de julio de 1819                                                 | |
| 21        |                                             | 4 de julio de 1819–3 de julio de 1820                                                 | |
| 23        |                                             | 4 de julio de 1820–3 de julio de 1822                                                 | |
| 24        |                                             | 4 de julio de 1822–3 de julio de 1836                                                 | |
| 25        |                                             | 4 de julio de 1836–3 de julio de 1837                                                 | |
| 26        |                                             | 4 de julio de 1837–3 de julio de 1845                                                 | |
| 27        |                                             | 4 de julio de 1845–3 de julio de 1846                                                 | |
| 28        |                                             | 4 de julio de 1846–3 de julio de 1847                                                 | |
| 29        |                                             | 4 de julio de 1847–3 de julio de 1848                                                 | |
| 30        |                                             | 4 de julio de 1848–3 de julio de 1851                                                 | |
| 31        |                                             | 4 de julio de 1851–3 de julio de 1858                                                 | |
| 32        |                                             | 4 de julio de 1858–3 de julio de 1859                                                 | |
| 33        |                                             | 4 de julio de 1859–3 de julio de 1861                                                 | Guerra de Secesión                                                                                               |
| 34        |                                             | 4 de julio de 1861–3 de julio de 1863                                                 | Guerra de Secesión                                                                                               |
| 35        |                                             | 4 de julio de 1863–3 de julio de 1865                                                 | Guerra de Secesión                                                                                               |
| 36        |                                             | 4 de julio de 1865–3 de julio de 1867                                                 | |
| 37        |                                             | 4 de julio de 1867–3 de julio de 1877                                                 | |
| 38        |                                             | 4 de julio de 1877–3 de julio de 1890                                                 | |
| 43        |                                             | 4 de julio de 1890–3 de julio de 1891                                                 | |
| 44        |                                             | 4 de julio de 1891–3 de julio de 1896                                                 | |
| 45        |                                             | 4 de julio de 1896–3 de julio de 1908                                                 | Guerra hispano-estadounidense                                                                                    |
| 46        |                                             | 4 de julio de 1908–3 de julio de 1912                                                 | |
| 48        |                                             | 4 de julio de 1912–3 de julio de 1959                                                 | Primera Guerra Mundial Segunda Guerra Mundial                                                                    |
| 49        |                                             | 4 de julio de 1959–3 de julio de 1960                                                 | |
| 50        |                                             | 4 de julio de 1960—12 de octubre de 1975                                              | |
| 50        | 1 de enero de 1977—11 de septiembre de 2002 | Desde 1980, el buque en activo más antiguo enarbola el First Navy Jack en su lugar    | |
| 50        | 11 de septiembre de 2002 —                  | Transporte Marítimo Militar (Military Sealift Command o MSC) y buques no de la Armada | |
| 50        | 4 de junio de 2019 –                        |                                                                                       | |
| 0         | First Navy Jack                             | 13 de octubre de 1975—31 de diciembre de 1976                                         | Bicentenario de los Estados Unidos y su Armada                                                                   |
| 0         | First Navy Jack                             | 11 de septiembre de 2002— 4 de junio de 2019                                          | Guerra contra el terrorismo Sólo buques de la Armada. Los del MSC y el resto continúan enarbolando el Union Jack |